# Patollus
Patollus (prus. Patals) – bóg śmierci i zniszczenia. W rzeczywistości hipostaza boga magii Patrimpsa-Andaja.
Przedstawiany był jako starzec z długą siwą brodą, z głową owiniętą białą tkaniną. Chętnie miał pojawiać się w nocy, kiedy miał być widywany z głową martwego człowieka lub łbem zabitej krowy albo konia.
Etymologia jego imienia wyprowadzana jest z leksemów pa „pod” oraz *tul(a) „ziemia”.
Jego litewskim odpowiednikiem jest Velnias.